# Muzeum Pergamońskie

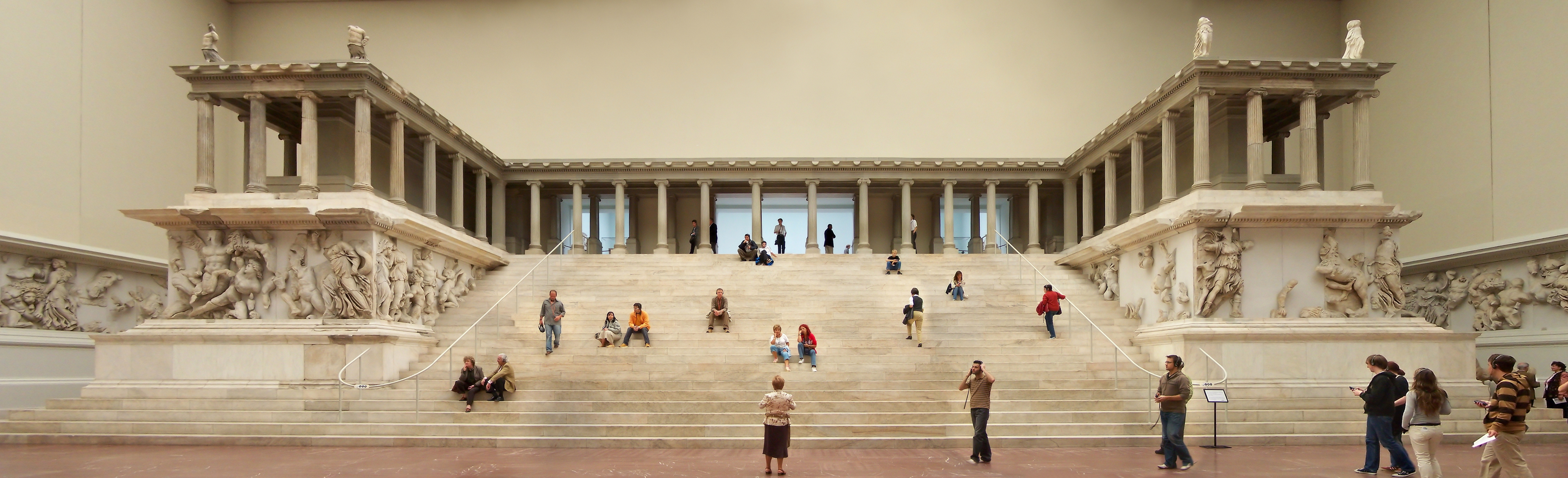
Rekonstrukcja Wielkiego Ołtarza Zeusa (pergamońskiego ołtarza)

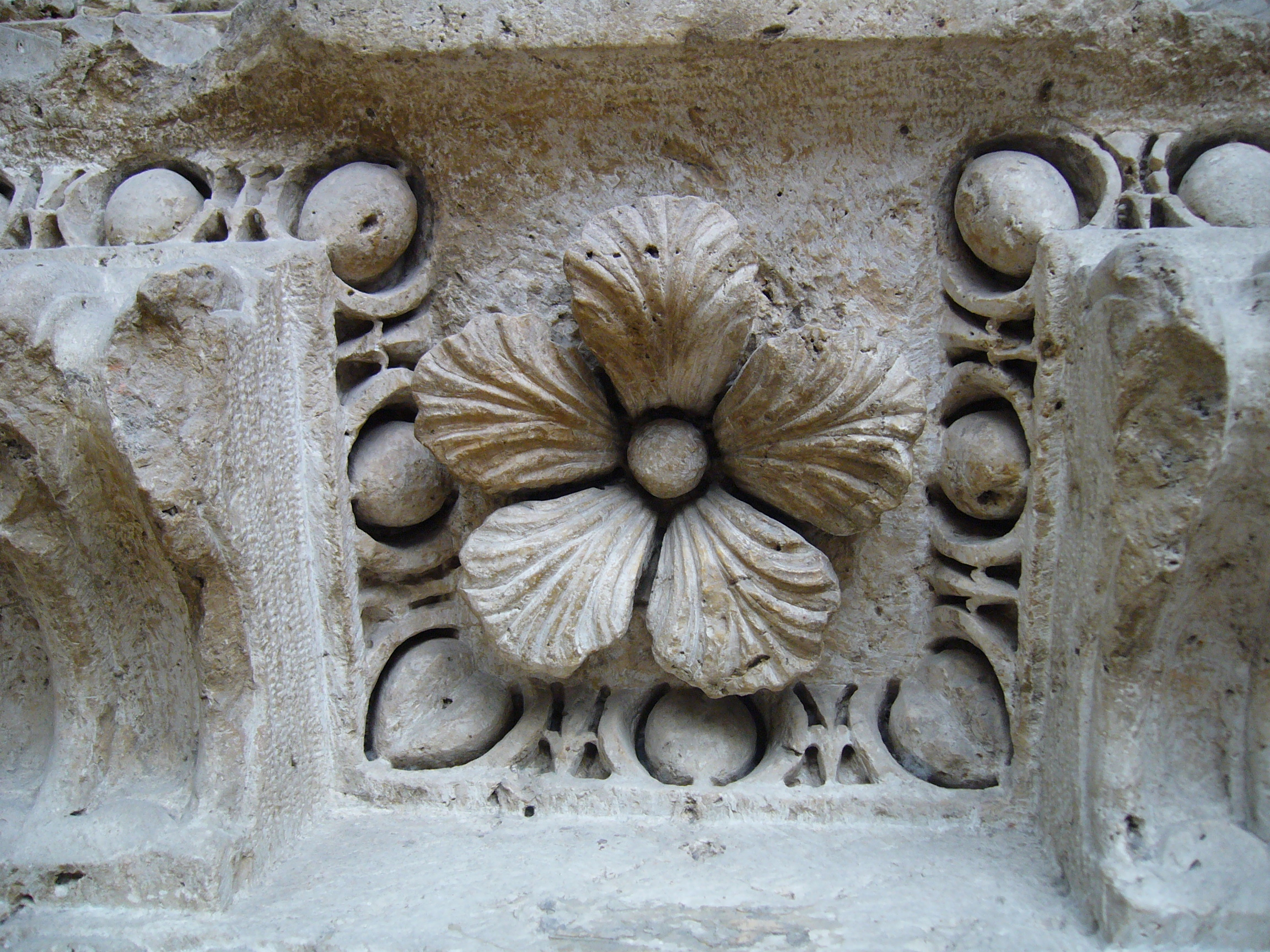
Zbliżenie eksponatu

Muzeum Pergamońskie (niem. Pergamonmuseum) – muzeum znajdujące się w Berlinie, w którym zrekonstruowano Wielki Ołtarz Zeusa (ołtarz pergamoński). Współtworzy berlińską tzw. Wyspę Muzeów (niem. Museumsinsel). Muzeum jest słynne także ze zbiorów starożytnej architektury oraz hellenistycznej rzeźby. Znajduje się tu m.in. brama Isztar.

## Historia
Muzeum wybudowane zostało w latach 1910–1930. Projekt Alfreda Messela powstał w 1906 roku, a budynek został wybudowany przez Ludwiga Hoffmanna. Powstał jako ostatni z pięciu gmachów muzealnych na Wyspie Muzeów. Został zaprojektowany jako budowla trójskrzydłowa. Planowane czwarte skrzydło i portyk przy wejściu nie zostały zrealizowane.
Po otwarciu w 1930 roku w ówczesnym nowym budynku wystawowym umieszczono cztery muzea: Muzeum Niemieckie w północnym skrzydle, Muzeum Pergamońskie w środkowej części oraz Muzeum Bliskiego Wschodu i Islamu w południowym skrzydle. Pod koniec II wojny światowej, w 1945 roku muzeum ucierpiało podczas bombardowania Berlina. Część zbiorów uległa zniszczeniu, a liczne obiekty, w tym Fryz z Ołtarza pergamońskiego został wywieziony do Związku Radzieckiego. W latach 1948 do 1959 roku Muzeum zostało odbudowane. Wtedy też wróciła większość wywiezionych dzieł. Zamiast Muzeum Niemieckiego w północnym skrzydle umieszczono Zbiory Sztuki Starożytnej, Muzeum Sztuki Wschodu i Muzeum Sztuki Islamskiej. W latach 80. XX-wieku został zbudowany pawilon przy wejściu.

### Przebudowa
W 2000 roku ogłoszono konkurs na przebudowę Muzeum. Konkurs wygrała kolońska firma OM Ungers. Po śmierci Oswalda Ungersa w 2007 roku zlecono wykonanie projektu „Werkgemeinschaft Pergamonmuseum”. Przebudowę postanowiono zrealizować bez zamykania Muzeum. W pierwszej fazie budowy zaplanowane zostało odnowienie północnego skrzydła i środkowej części Muzeum. W drugiej fazie budowy zostanie zbudowane czwarte skrzydło i odnowione skrzydło południowe.
W ramach remontu sala z Ołtarzem pergamońskim będzie zamknięta do co najmniej 2023 roku. Zostało również zamknięte skrzydło północne i sala hellenistyczna. Niedostępne są eksponaty z Uruk i Habuba Kabira oraz sale z zabytkami babilońskimi, asyryjskimi i sumeryjskimi. Z powodu prac w Muzeum Pergamońskim niektóre eksponaty w Muzeum Bliskiego Wschodu ze względów bezpieczeństwa nie są eksponowane.
Można zwiedzać południowe skrzydło Muzeum z Bramą Isztar, drogą procesyjną i Muzeum Sztuki Islamskiej, a także salę z rzymską bramą targową z Miletu.

### Tymczasowy budynek wystawienniczy
W 2018 roku Pruska Fundacja Dziedzictwa Kulturowego planuje otwarcie tymczasowego budynku wystawienniczego „Muzeum Pergamonu”, który powstaje naprzeciwko Wyspy Muzeów przy Kupfergraben i obok linii kolejowej. W dwupiętrowym budynku w kształcie rotundy będą sale wystawowe, kawiarnia i sklep. Wystawa „Pergamon” została zaprojektowana przez Antikensammlung ze Staatliche Museen z Berlina. Zostaną na niej pokazane fragmenty Ołtarza Pergamońskiego, w tym Fryz Telephosa, które znajdą się w jej centrum. Projektowana jest też wizualizacja 3D Ołtarza, aby odwiedzający mogli go w tej formie zobaczyć, gdyż będzie niedostępny aż do 2023 roku.

## Ekspozycja

### Zbiory Sztuki Starożytnej (Antikensammlung)
Zbiory Sztuki Starożytnej wywodzą się z kolekcji należącej do elektorów brandenburskich. Uzyskały one status muzealny w 1698. Dzięki pracom wykopaliskowym i podziałowi znalezisk z Grecji i Azji Mniejszej zbiory te urosły do jednych z najbardziej znaczących na świecie.
Główną atrakcją jest niewątpliwie Wielki Ołtarz Zeusa (180–160 p.n.e.). Jego rzeźbiony fryz jest jednym z arcydzieł sztuki hellenistycznej. Przedstawia bogów olimpijskich walczących z Gigantami. Natomiast przykładem rzymskiej architektury jest Brama targowa – rekonstrukcja wejścia na targ w rzymskim mieście Milet w Azji Mniejszej z około 100 n.e.

### Muzeum Bliskiego Wschodu (Vorderasiatisches Museum)
Zbiory muzeum obejmują przede wszystkim obiekty sztuki i architektury sumeryjskiej, babilońskiej i asyryjskiej, odkryte przez niemieckich archeologów w trakcie prac wykopaliskowych finansowanych m.in. przez Niemieckie Towarzystwo Orientalne (niem. Deutsche Orient-Gesellschaft).
Do najsłynniejszych eksponatów muzeum należą:
- Brama Isztar,
- drogą procesyjna do świątyni Marduka z czasów Nabuchodonozora II
- Fasada sali tronowej Nabuchodonozora II.

### Muzeum Sztuki Islamskiej (Museum für Islamische Kunst)
Zbiory muzeum obejmują dzieła sztuki islamu stworzone na obszarze od Hiszpanii do Indii pomiędzy VIII do XIX w. Większość eksponatów pochodzi z terenów Egiptu, Bliskiego Wschodu oraz Iranu, gdzie niemieccy archeolodzy prowadzili intensywną działalność wykopaliskową. Ponadto muzeum posiada obiekty sztuki kaligraficznej oraz malarstwa miniaturowego z imperium Wielkich Mogołów.
Do najsłynniejszych eksponatów muzeum należą:
- Fasada pałacu Mszatta,
- Pokój z Aleppo,
- Mihrab z Kaszanu,
- Kopuła z Alhambry.